# سم بنکمن فرید
ساموئل بنکمن-فرید (متولد ۶ مارس ۱۹۹۲)، که با حروف اول خود SBF نیز شناخته می‌شود، یک کارآفرین، سرمایه‌گذار و میلیاردر سابق آمریکایی است. او بنیانگذار و مدیر عامل سابق FTX، یک صرافی ارزهای دیجیتال، در ایالات متحده، و Alameda Research، یک شرکت تجارت کمی ارزهای دیجیتال بوده‌است. FTX در اواخر سال ۲۰۲۲ یک بحران پرداخت بدهی را تجربه کرد که منجر به سقوط ارز دیجیتال بومیFTX به نام FTT شد. در بحبوحه بحران، بنکمن-فرید اعلام کرد که فعالیت‌های Alameda Research را متوقف می‌کند و از مدیرعاملی FTX استعفا داد، که برای فصل ۱۱ ورشکستگی درخواست ثبت کرد.
دارایی خالص بنکمن-فرید در گذشته به ۲۶ میلیارد دلار رسید. در اکتبر ۲۰۲۲، دارایی خالص او ۱۰٫۵ میلیارد دلار برآورد شد. با این حال، در ۸ نوامبر ۲۰۲۲، در بحبوحه بحران پرداخت بدهی FTX، برآورد شد که دارایی خالص او در یک روز ۹۴ درصد کاهش یافته و به ۹۹۱٫۵ میلیون دلار رسیده‌است، طبق شاخص میلیاردرهای بلومبرگ، که بزرگ‌ترین کاهش یک روزه در تاریخ این شاخص است. تا ۱۱ نوامبر ۲۰۲۲، شاخص میلیاردرهای بلومبرگ بنکمن-فرید را فاقد ثروت مادی دانست. قبل از فرسایش ثروت بنکمن-فرید در نوامبر ۲۰۲۲، بنکمن-فرید کمک کننده بزرگی به حزب دموکرات و بسیاری از اهداف سیاسی جناح چپ بود. او دومین اهداکننده انفرادی به جو بایدن در چرخه انتخابات ۲۰۲۰ بود که شخصاً ۵٫۲ میلیون دلار اهدا کرد، و در طول انتخابات میان‌دوره‌ای ایالات متحده در سال ۲۰۲۲، ۴۰ میلیون دلار به حزب دموکرات اهدا کرد.

وی در تاریخ ۲۸ مارس ۲۰۲۴ (۹ فروردین ۱۴٠۳) به ۲۵ سال زندان و جریمه ۱۱ میلیارد دلاری محکوم شد

## سنین جوانی و تحصیل
بنکمن-فرید در سال ۱۹۹۲ در محوطه دانشگاه استنفورد در خانواده ای دانشگاهی به دنیا آمد. او که در یک خانواده یهودی طبقه متوسط بالا در کالیفرنیا به دنیا آمد و بزرگ شد. وی فرزند باربارا فرید و جوزف بنکمن، هر دو استاد دانشکده حقوق استنفورد است. برادر او، گیب بنکمن-فرید، یک تاجر سابق وال استریت و مدیر سازمان غیرانتفاعی Guarding Against Pandemics است. او در Mathcamp کانادا/ایالات متحده آمریکا، یک برنامه تابستانی برای دانش آموزان دبیرستانی با استعداد ریاضی شرکت کرد. او دبیرستان را در مدرسه کریستال اسپرینگز آپلندز در هیلزبورو، کالیفرنیا گذراند.
از سال ۲۰۱۰ تا ۲۰۱۴، بنکمن-فرید در موسسه فناوری ماساچوست حضور داشت. او در آنجا در یک خانه گروهی به نام اپسیلون تتا زندگی می‌کرد. در سال ۲۰۱۴ در رشته فیزیک و در رشته ریاضی فارغ‌التحصیل شد.

## حرفه
در تابستان ۲۰۱۳، بنکمن-فرید در جین استریت کپیتال، یک شرکت تجاری اختصاصی، کار خود را با ETF‌های بین‌المللی آغاز کرد. در ابتدا کارآموز بود و پس از فارغ‌التحصیلی به صورت تمام وقت به آنجا بازگشت.
در سپتامبر ۲۰۱۷، بنکمن فرید جین استریت را ترک کرد و به برکلی نقل مکان کرد، جایی که برای مدت کوتاهی در مرکز نوع دوستی مؤثر به عنوان مدیر توسعه از اکتبر تا نوامبر ۲۰۱۷ کار کرد. در نوامبر ۲۰۱۷، او Alameda Research، یک شرکت بازرگانی کمی را به همراه Tara Mac Aulay از مرکز نوع دوستی مؤثر تأسیس کرد. از سال ۲۰۲۱، بنکمن-فرید تقریباً ۹۰٪ سهام Alameda Research را در اختیار داشت. در ژانویه ۲۰۱۸، بنکمن-فرید یک تجارت آربیتراژ را ترتیب داد که تا ۲۵ میلیون دلار در روز افزایش یافت تا از قیمت بالاتر بیت کوین در ژاپن نسبت به آمریکا استفاده کند. او پس از شرکت در کنفرانس ارزهای دیجیتال اواخر سال ۲۰۱۸ در ماکائو، به هنگ کنگ نقل مکان کرد. او FTX، یک صرافی مشتقات ارزهای دیجیتال را در آوریل ۲۰۱۹ تأسیس کرد و سپس در ماه بعد راه اندازی شد.
در ۸ دسامبر ۲۰۲۱، بنکمن فرید به همراه سایر مدیران صنعت در برابر کمیته خدمات مالی در رابطه با تنظیم صنعت ارزهای دیجیتال شهادت دادند.
در ۱۲ می ۲۰۲۲، فاش شد که Emergent Fidelity Technologies Ltd که اکثریت آن متعلق به بنکمن فرید است، ۷٫۶٪ از سهام Robinhood Markets Inc. را خریداری کرده‌است.
در سپتامبر ۲۰۲۲، فاش شد که بنکمن فرید به ایلان ماسک میلیاردها دلار پیشنهاد داده بود تا در خرید توییتر خود استفاده کند. با توجه به پیام‌هایی که به عنوان بخشی از دعوای حقوقی بین توییتر و ماسک در هنگام خرید پیشنهادی توییتر از سوی دومی منتشر شد، در ۲۵ آوریل ۲۰۲۲، مایکل گریمز، بانکدار سرمایه‌گذاری، نوشت که بنکمن فرید مایل است تا سقف ۵ میلیارد دلار تعهد کند.
بنکمن فرید بیش از ۵۰۰ میلیون دلار در شرکت‌های سرمایه‌گذاری خطرپذیر، از جمله ۲۰۰ میلیون دلار در سرمایه سکویا سرمایه‌گذاری کرد. Sequoia یک نمایه درخشان از بنکمن فرید منتشر کرد که پس از بحران پرداخت بدهی در FTX حذف شد.
بنکمن-فرید اعلام کرده‌است که از حامیان نوع دوستی مؤثر است و می‌گوید که به دنبال کسب درآمد به عنوان یک شغل نوع دوستانه است. او یکی از اعضای Giving What We Can است و گفته‌است که قصد دارد در طول زندگی خود اکثریت زیادی از ثروت خود را به خیریه‌های مؤثر اهدا کند.او صندوق آینده FTX را برای این منظور تأسیس کرد که شامل ویلیام مک اسکیل، یکی از بنیانگذاران جنبش مؤثر نوع دوستی بود. پس از فروپاشی FTX، کل تیم استعفا دادند. Future Fund تا ۱ سپتامبر ۲۰۲۲ ۱۶۰ میلیون دلار کمک‌های خیریه و سرمایه‌گذاری کرده بود.

### بحران پرداخت بدهی در FTX
در نوامبر ۲۰۲۲، چنگ پنگ ژائو، مدیرعامل بایننس در توییتر فاش کرد که شرکت او قصد دارد دارایی‌های خود از FTT، توکن FTX را بفروشد. بایننس FTT را به عنوان بخشی از فروش سهام خود در FTX در سال ۲۰۲۱ دریافت کرد. ژائو بلافاصله پس از گزارشی از CoinDesk، توییت خود را منتشر کرد که در آن اظهار داشت که بخش عمده ای از دارایی‌های Alameda، شرکت تجاری کمی بنکمن-فرید، در FTT است. بلومبرگ و TechCrunch گزارش دادند که هرگونه فروش توسط بایننس احتمالاً به دلیل حجم معاملات کم توکن، تأثیر زیادی بر قیمت FTT خواهد داشت. اعلام ژائو مبنی بر فروش معلق و اختلافات بین ژائو و بنکمن-فرید در توییتر منجر به کاهش قیمت FTT و سایر ارزهای دیجیتال شد. ژائو از تلاش‌های لابی‌گری بنکمن-فرید انتقاد کرده بود.
در ۸ نوامبر، ژائو اعلام کرد که بایننس به دلیل بحران نقدینگی در FTX، قراردادی غیر الزام‌آور برای خرید FTX منعقد کرده‌است. ژائو همچنین در توییتر اعلام کرد که این شرکت به زودی بررسی‌های لازم را انجام خواهد داد و افزود که همه صرافی‌های ارز دیجیتال باید از استفاده از توکن‌ها به عنوان وثیقه خودداری کنند. او همچنین نوشت که انتظار دارد FTT «در روزهای آینده با پیشرفت همه چیز به شدت نوسان داشته باشد». در روز اعلام این خبر، FTT 80 درصد از ارزش خود را از دست داد. در ۹ نوامبر، وال استریت ژورنال گزارش داد که بایننس از خرید FTX کنار می‌رود. بایننس گزارش‌هایی مبنی بر سوء استفاده FTX با وجوه مشتریان و تحقیقات در انتظار FTX را به عنوان دلایلی که این شرکت به دنبال این معامله نیست، ذکر کرد. بر اساس شاخص میلیاردرهای بلومبرگ، در بحبوحه بحران، بنکمن-فرید دیگر یک میلیاردر نبود. در همان روز، قیمت توکن FTT بیش از ۸۰ درصد در ۲۴ ساعت کاهش یافت.
همچنین در ۹ نوامبر، بلومبرگ گزارش داد که کمیسیون بورس و اوراق بهادار و کمیسیون معاملات آتی کالا در حال بررسی FTX و ماهیت ارتباطات آن با سایر دارایی‌های بنکمن-فرید هستند.
منابع ناشناس به نقل از رویترز اظهار داشتند که بنکمن-فرید در اوایل سال ۲۰۲۲ حداقل ۴ میلیارد دلار از FTX به Alameda Research منتقل کرده‌است، بدون اینکه هیچ گونه افشاگری برای افراد داخلی یا مردم داشته باشد. منابع گفتند که پول منتقل شده شامل وجوه مشتریان بوده و توسط FTT و سهام رابینهود حمایت می‌شود. یک منبع ناشناس به نقل از وال استریت ژورنال اظهار داشت که Bankman-Fried فاش کرده‌است که Alameda حدود ۱۰ میلیارد دلار به FTX بدهکار است که از طریق وجوه مشتریان ذخیره شده در FTX تضمین شده‌است، در حالی که FTX در آن زمان دارایی‌های مشتری ۱۶ میلیارد دلاری داشت. به گفته منابع ناشناس به نقل از وال استریت ژورنال، کارولین الیسون، مدیر اجرایی Alameda Research به کارمندان گفت که Bankman-Fried می‌دانست که FTX پول مشتریانش را به Alameda قرض داده‌است تا به آن کمک کند تا بدهی‌هایش را برآورده کند.
بنکمن-فرید در ۱۱ نوامبر از مدیرعاملی FTX استعفا داد و جان جی. ری III جایگزین او شد، همان روزی که FTX و نهادهای مرتبط در دلاور اعلام ورشکستگی کردند.

## کمک‌های سیاسی

### ۲۰۲۰ و قبل از آن
بنکمن-فرید در دوران دانشجویی کمک‌های سیاسی اندکی انجام داد، به استثنای کمک ۱۰۰۰ دلاری به مایکل بنت در هجده سالگی.
در چرخه انتخابات ۲۰۲۰ ایالات متحده، او ۵٫۲ میلیون دلار به دو ابر PAC که از مبارزات انتخاباتی بایدن حمایت کردند، کمک کرد.او دومین اهداکننده فردی به جو بایدن پس از مایکل بلومبرگ در چرخه انتخابات ۲۰۲۰ بود.

### ۲۰۲۱–۲۰۲۲
کمک‌های مالی از ژوئن ۲۰۲۱ تا فوریه ۲۰۲۲ به اعضای هر دو حزب تعلق گرفت. آنها شامل کمک‌های مستقیم به مبارزات انتخاباتی جمهوری خواهان سناتورهای سوزان کالینز از مین، میت رامنی از یوتا، لیزا مورکوفسکی از آلاسکا و بن ساس از نبراسکا بودند.
در سال ۲۰۲۲، بنکمن فرید حمایت مالی اولیه را برای حفاظت از آینده ما PAC ارائه کرد. به گفته پولیتیکو، «از آینده خود محافظت کنیم» به عنوان یک کمیته اقدام سیاسی دموکراتیک با بودجه اولیه ۱۰ میلیون دلاری با هدف حمایت از «قانون‌گذارانی که در زمینه‌هایی مانند آمادگی و برنامه‌ریزی برای همه‌گیری بازی طولانی مدت دارند، راه‌اندازی شد».
بنکمن فرید با مجموع کمک‌های مالی ۳۹٫۸ میلیون دلاری، تنها پس از جورج سوروس، دومین اهداکننده فردی بزرگ به اهداف دموکرات در چرخه انتخابات ۲۰۲۱–۲۰۲۲ بود. از این مبلغ، ۲۷ میلیون دلار به حفاظت از آینده ما PAC داده شد که توسط Bankman-Fried تأمین شده‌است. او ۴۰ میلیون دلار به حزب دموکرات در انتخابات میان دوره ای ۲۰۲۲ ایالات متحده کمک کرد.
بنکمن-فرید در فوریه ۲۰۲۲ گفت که مشارکت‌های سیاسی او با هدف تأثیرگذاری بر اهداف سیاستی او برای اکوسیستم ارزهای دیجیتال نبوده‌است. با این حال، FTX در آن زمان فهرستی از پیشنهادها را برای سیاستگذاران منتشر می‌کرد او در مصاحبه ای گفت که ترجیح می‌دهد کمیسیون معاملات آتی کالا نقش بیشتری در تنظیم و هدایت صنعت کریپتو داشته باشد. CFTC در مقایسه با سایر تنظیم‌کننده‌ها مانند کمیسیون بورس و اوراق بهادار، به حمایت از مقررات نسبتاً آرام برای صنعت شهرت دارد.
بنکمن فرید از طریق قانون پیشنهادی حمایت از مصرف‌کننده کالاهای دیجیتال (DCCPA) با لابی گسترده در کنگره، مقرراتی را تحت فشار قرار داد، که برای FTX مطلوب بود اما برای صنعت گسترده‌تر، به ویژه رقبای مالی غیرمتمرکز آن مضر بود.
کمک‌های مالی سال ۲۰۲۲ تا ۱۵ اوت ۲۰۲۲ نیز به اعضای هر دو حزب تعلق گرفت که ۱۰۵٬۰۰۰ دلار به محافظه کاران و ۳۵٬۸۷۲٬۰۰۰ دلار به لیبرال‌ها اهدا شد.

## زندگی شخصی
بنکمن فرید گیاهخوار است. او با حدود ۱۰ هم اتاقی در یک پنت هاوس در باهاما زندگی می‌کند. او عاشق بازی ویدیویی League of Legends است و ظاهراً این بازی را در حالی انجام می‌دهد که در تماسی بوده و تلاش می‌کرد سرمایه‌گذاری از Sequoia Capital را تضمین کند. تحقیقی که توسط فایننشال تایمز انجام شد، «نسبت برد» بنکمن-فرید در لیگ آو لجندز را «متوسط به بد» توصیف کرد.
طبق گزارش‌ها، کارمندان ناشناس FTX و Alameda به CoinDesk گفته‌اند که بنکمن فرید با همکار کارولین الیسون، مدیرعامل Alameda Research قرار می‌گیرد.